# Katzenklappe

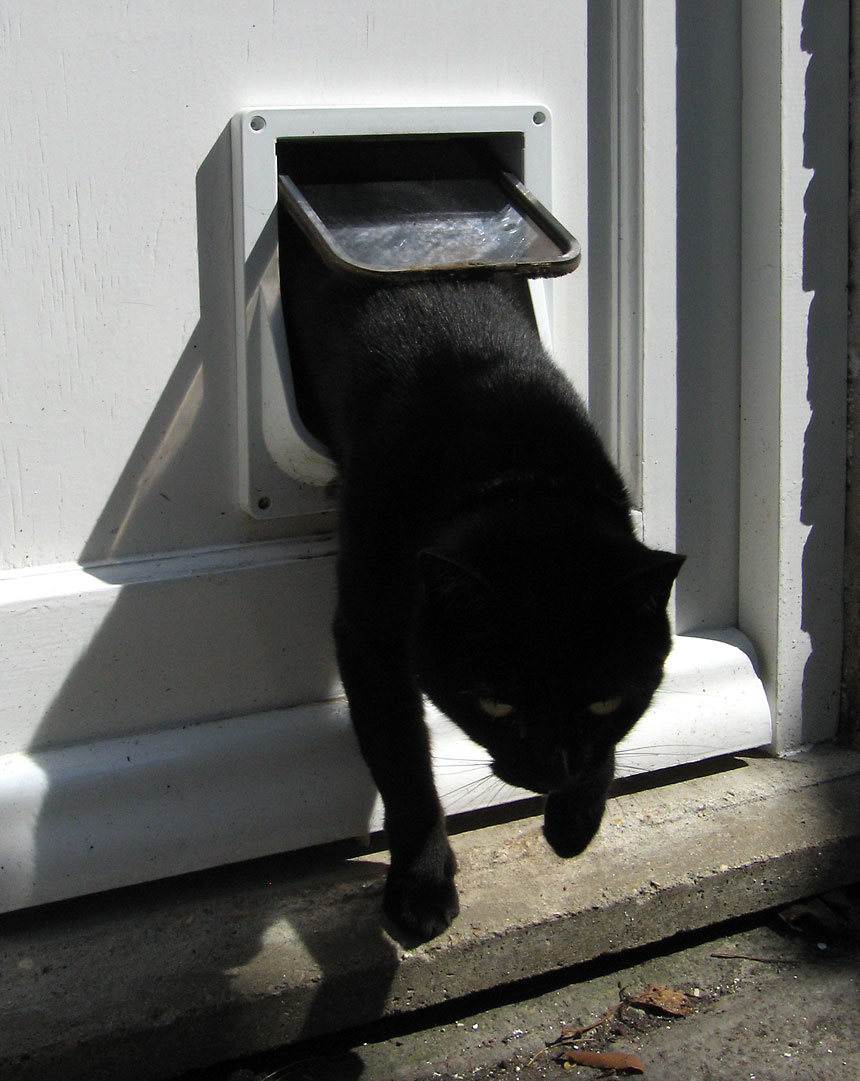
Katzenklappe in Benutzung

Eine Katzenklappe (auch Katzentür oder speziell etwas größere Modelle als Hundetür oder Hundeklappe bezeichnet) ist eine Durchgangsmöglichkeit für Katzen oder Hunde, um diesen das vom Menschen unabhängige Betreten und Verlassen von Häusern, Wohnungen und Innenräumen zu ermöglichen. Sie wird üblicherweise in Türen, Fenstern oder im Mauerwerk angebracht.
Mittlerweile gibt es auch Modelle, die das eigene Haustier anhand eines Chips erkennen und so den Zutritt anderer Tiere (wie Waschbären) unterbinden.

## Einfache Katzenklappe
Katzenklappen bestehen in der Regel aus einer einfachen, in eine oder zwei Richtungen schwingenden Klappe, die in einem Rahmen angebracht ist. Um den Luftzug zu verringern, wird in der Regel eine Bürstendichtung verwendet. Haustierklappen sind nicht völlig zugluftfrei und für den Einsatz in Passivhäusern nicht geeignet. Ebenso sind übliche Katzenklappen nicht wasserdicht schließend, insbesondere nicht schlagregendicht.

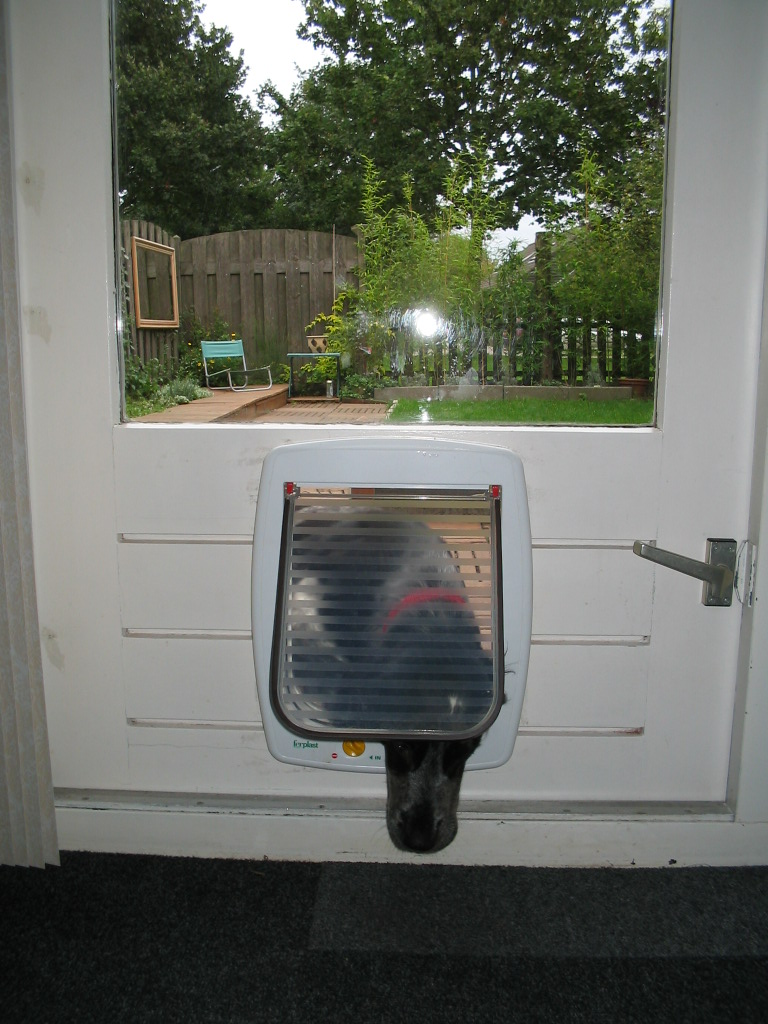
Größere Klappe für Hunde

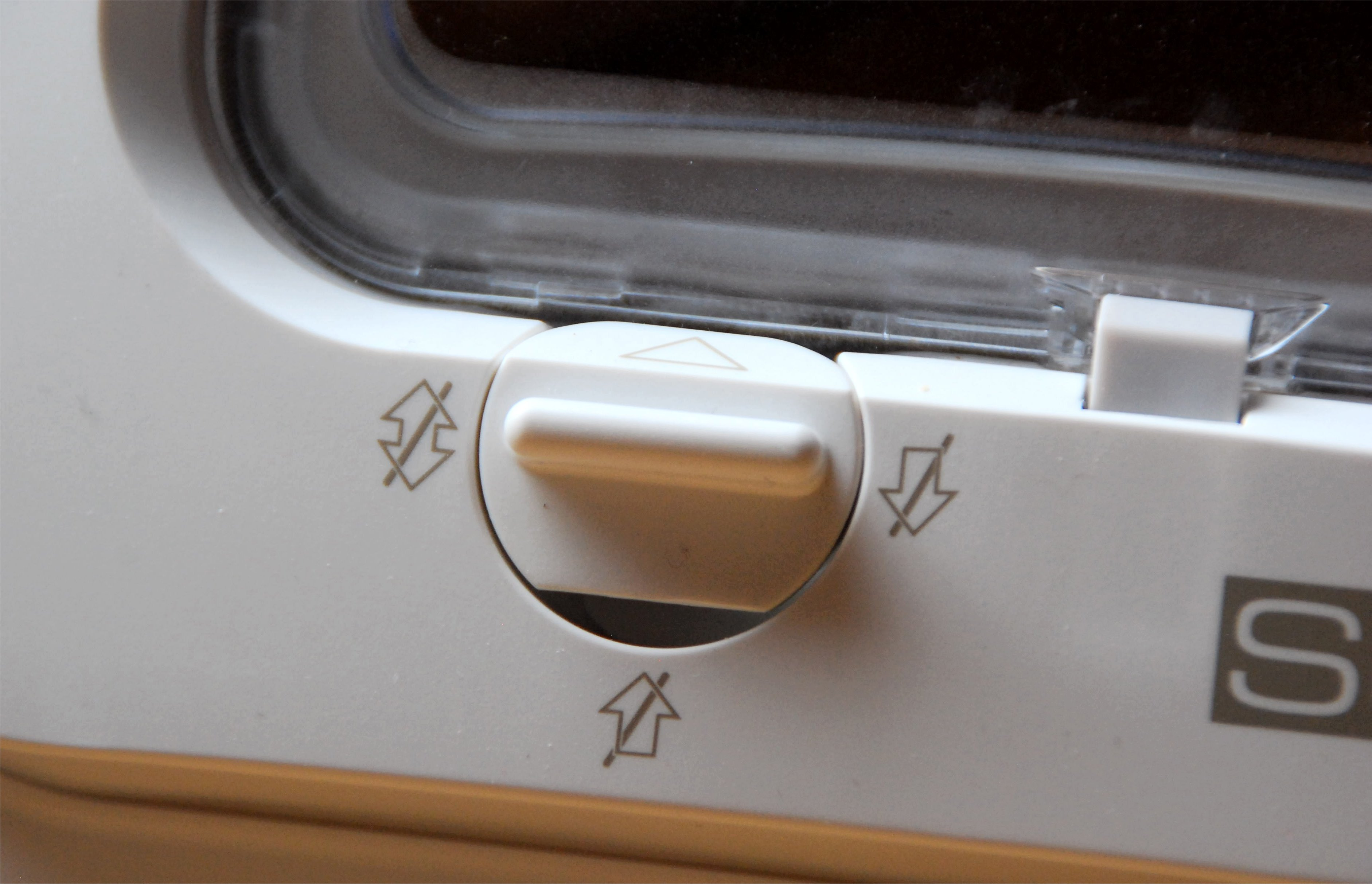
4-Wege-Regler an einer Katzenklappe für die Optionen „nur Zugang“ oder „nur Ausgang“, beides oder „geschlossen“; rechts im Bild: RFID-gesteuerter Verriegelungsstift

Viele Katzenklappen verfügen außerdem über einen Mechanismus, den sogenannte 4-Wege-Verschluss, der den Zugang regelt. So kann mittels Schieber oder Hebel eingestellt werden, in welche Richtung sich die Klappe öffnen lässt. Hierbei lässt sich einstellen, dass die Klappe sowohl gänzlich geschlossen oder zu beiden Seiten zu öffnen ist, als auch nur zu einer Seite, sodass ein Haustier nur herein- oder nur hinauslaufen kann.

## Katzenklappen mit Zutrittskontrolle

### Mittels Halsband oder RFID-Chip
Zunehmend werden elektronisch kontrollierte Katzenklappen eingesetzt. Das Haustier trägt dazu ein Halsband mit einem Infrarotsender, einen Magnetschlüssel oder einen implantierten RFID-Transponder.
Ein entsprechender Empfänger in der Klappe gibt dann nur den entsprechend ausgestatteten oder berechtigten Tieren den Weg frei. Dadurch wird verhindert, dass unbefugte Tiere die Klappe nutzen. Es sind auch Klappen erhältlich, die in beide Richtungen eine Steuerung ermöglichen und somit z. B. nur bestimmten Tieren eines Halters den Freigang ermöglichen. Die meisten Modelle sind batteriebetrieben. Zusätzlich haben manche elektronische Klappen einen Dämmerungssensor, der auf Wunsch bei Dunkelheit die Klappe nach außen hin verriegelt, oder eine Zeitsteuerung, mit der der Durchgang zeitlich beschränkt werden kann.

### Mittels Gesichtserkennung
Künstliche Intelligenz kann so programmiert werden, dass menschliche, oder auch tierische, Gesichter via Gesichtserkennung voneinander unterschieden werden. Wer seine Katze nicht mit einem Chip ausstatten lassen möchte, hat so die Möglichkeit, fremden Katzen durch Gesichtserkennung den Einlass zu verwehren.

## Dichtschließende Haustiertüren
Im Gegensatz zu einfachen Schwingtüren der Katzenklappen erfordern vollgedämmte und dichtschließende Zugangsmöglichkeiten, die dann überwiegend als Haustiertüren bezeichnet werden, in der Regel einen Stromanschluss, reagieren auf implantierte oder in einem Halsband befindliche Heimtierchips und öffnen bzw. schließen die Tür mittels eines Elektromotors, ohne dass das Tier die Tür oder einen Auslöser berühren müsste. Der U-Wert liegt laut einem europäischen Hersteller bei bis zu 0,523 W/(m²K) Im englischen Sprachraum sind entsprechende Türen mit wasserdichtem und gedämmtem Vertikalverschluss erhältlich.